# День сельскохозяйственного джихада

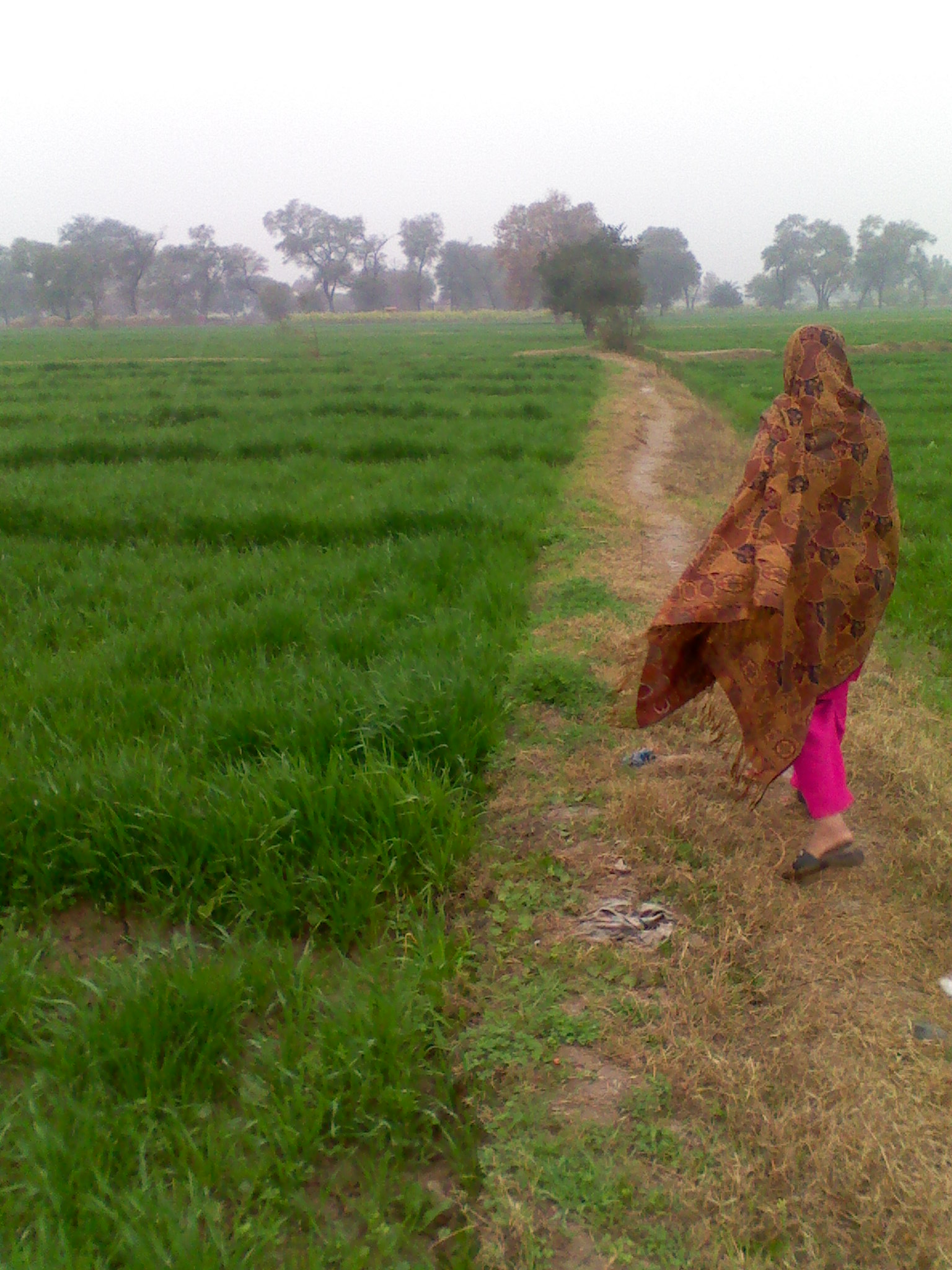
Прекрасный вид на деревню Бурзи

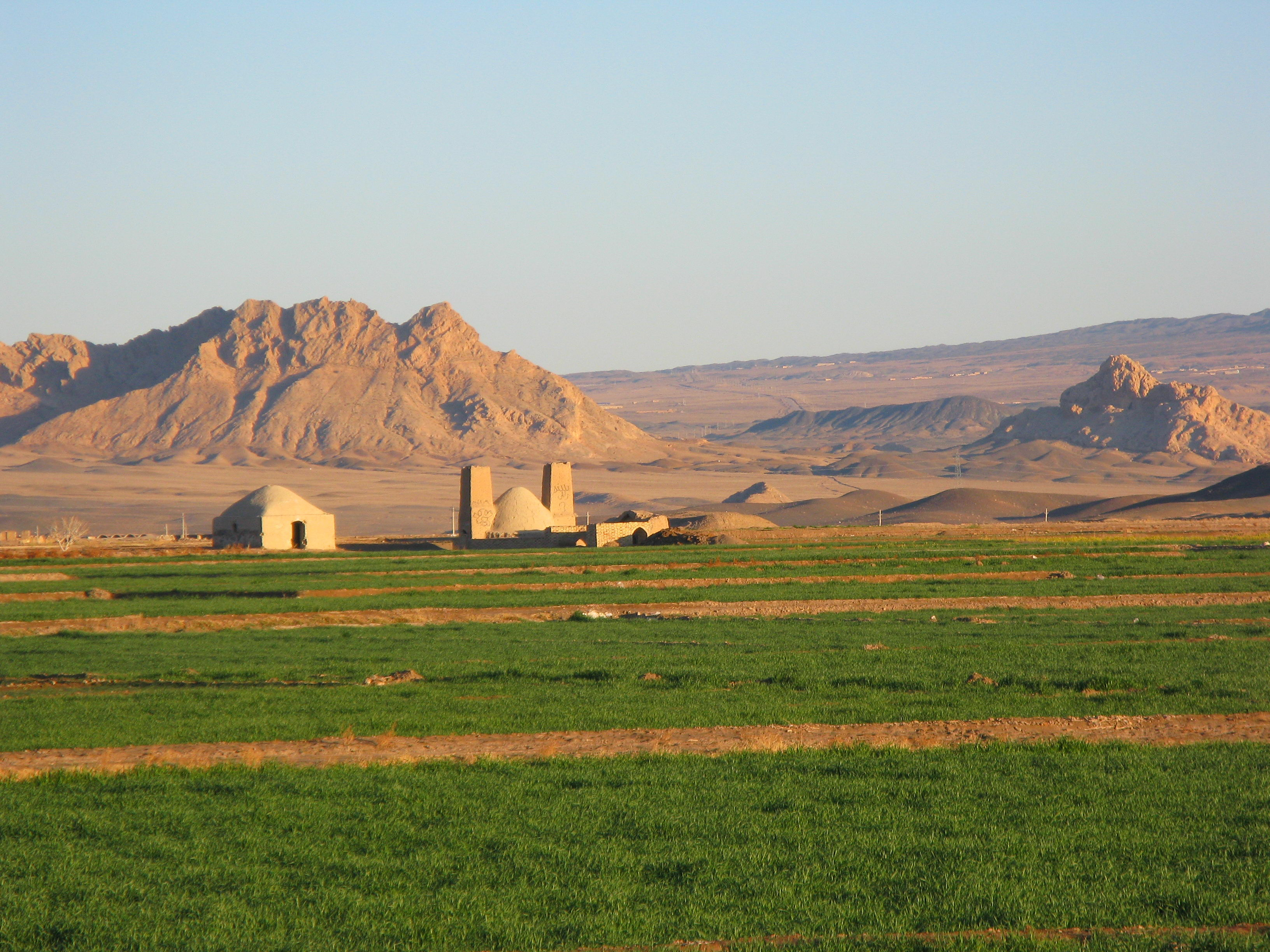
Сельское хозяйство Наина

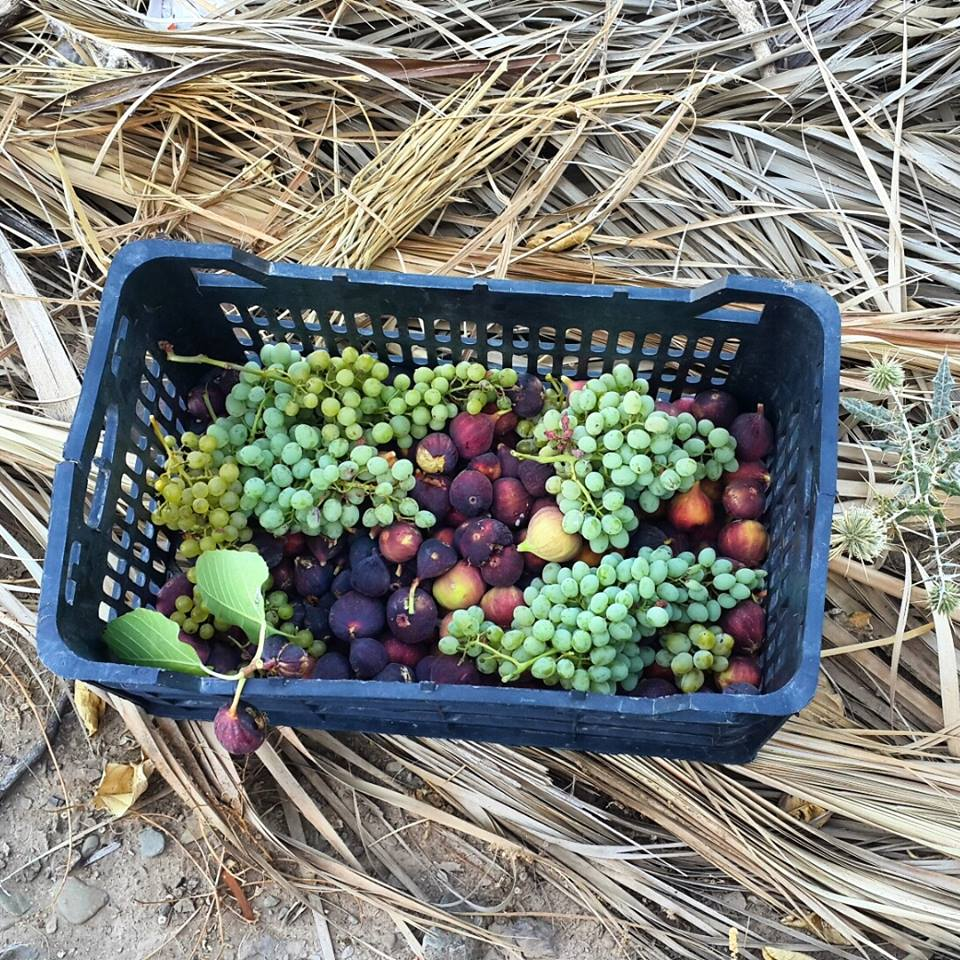
Местные фрукты

День сельскохозяйственного джихада (перс.  روز جهاد کشاورزی‎) — иранский праздник, который ежегодно отмечается 4 января (14 дея по иранскому календарю).

## История праздника
В конце XX века в Иране из-за значительной нехватки человеческих ресурсов после ирано-иракской войны 1980—1988 годов случился кризис сельского хозяйства. В связи с этим Организация по управлению и планированию Ирана 15 августа 2000 года (перс.  سازمان مدیریت و برنامه ریزی‎) внесла на рассмотрение в Меджлис законопроект о слиянии министерства строительного джихада (перс.  جهاد سازندگی‎) с министерством сельского хозяйства и преобразовании их в министерство сельскохозяйственного джихада. 25 декабря Меджлис утвердил данный проект, а 31 декабря он был одобрен Советом стражей конституции.
4 января 2001 года министерство сельскохозяйственного джихада начало работу. В связи с этим в официальный иранский календарь был внесен День сельскохозяйственного джихада.

## Сельское хозяйство в Иране
Примерно одна треть общей площади Ирана подходит для выращивания сельскохозяйственной продукции, однако из-за непригодности почвы и недостаточного распределения воды в некоторых регионах сельское хозяйство весьма затруднено. Только 12 % общей площади Ирана используются как сельскохозяйственные угодья (пахотные земли, сады и виноградники). Запад и северо-запад Ирана имеют наиболее плодородные почвы. Две трети страны находятся зонах с засушливым климатом.
3 % общей площади страны используется для выпаса скота и производства кормов. Большая часть выпаса производится на полупустынных пастбищах в горных районах и на участках, окружающих большие пустыни Центрального Ирана.
Основные сельскохозяйственные культуры, производимые в Иране — это пшеница, рис и ячмень. Огромный разброс температур в разных частях страны и различные климатические зоны позволяют выращивать разнообразные культуры, в том числе зерновые (пшеница, ячмень, рис, кукуруза), фрукты (финики, инжир, гранаты, дыни, апельсины, бананы и виноград), овощи, хлопок, сахарную свеклу, сахарный тростник, фисташки (Иран — крупнейший в мире производитель фисташек — 40 % мирового производства), орехи, оливки, специи, например, шафран (Иран — крупнейший в мире производитель шафрана — 81 % мирового производства), изюм (Иран — третья в мире страна по объёмам производства и вторая по объёмам экспорта), чай, табак, барбарис (Иран — крупнейший в мире производитель) и лекарственные травы.
Разведение овец на сегодняшний день является главной отраслью животноводства Ирана, за ним следуют разведение коз, крупного рогатого скота, ослов, лошадей, буйволов и мулов. По всей стране существуют мясомолочные, молочные и мясные хозяйства. Наиболее динамично развивающейся отраслью животноводства считается птицеводство.